# Brye
Brye (en wallon Briye) est un village au Nord-Est de Charleroi, en Belgique. Sis à la frontière du Brabant wallon et de la province de Namur il fait administrativement partie de la commune de Fleurus, dans la province de Hainaut (Région wallonne de Belgique. C'était une commune à part entière avant la fusion des communes de 1977.

## Géographie

### Paysage
Plaine de Chassart, Hesbaye namuroise (faciès), bas-plateaux de Brabant-Hesbaye (ensemble paysager)

### Hydrographie
Vallée de la Ligne, bassin de la Meuse (via l'Orneau puis la Sambre)

## Évolution démographique
- Sources : INS, Rem. : 1831 jusqu'en 1970 = recensements, 1976 = nombre d'habitants au 31 décembre.

## Histoire
La Bataille de Ligny du 16 juin 1815, dernière victoire de l'empereur Napoléon, (2 jours avant sa défaite à Waterloo) se passa largement sur le territoire de Brye. Une première rencontre personnelle entre Wellington (Angleterre) et Blücher (Prusse) eut lieu au moulin (aujourd'hui disparu) de la ferme du Moulin.

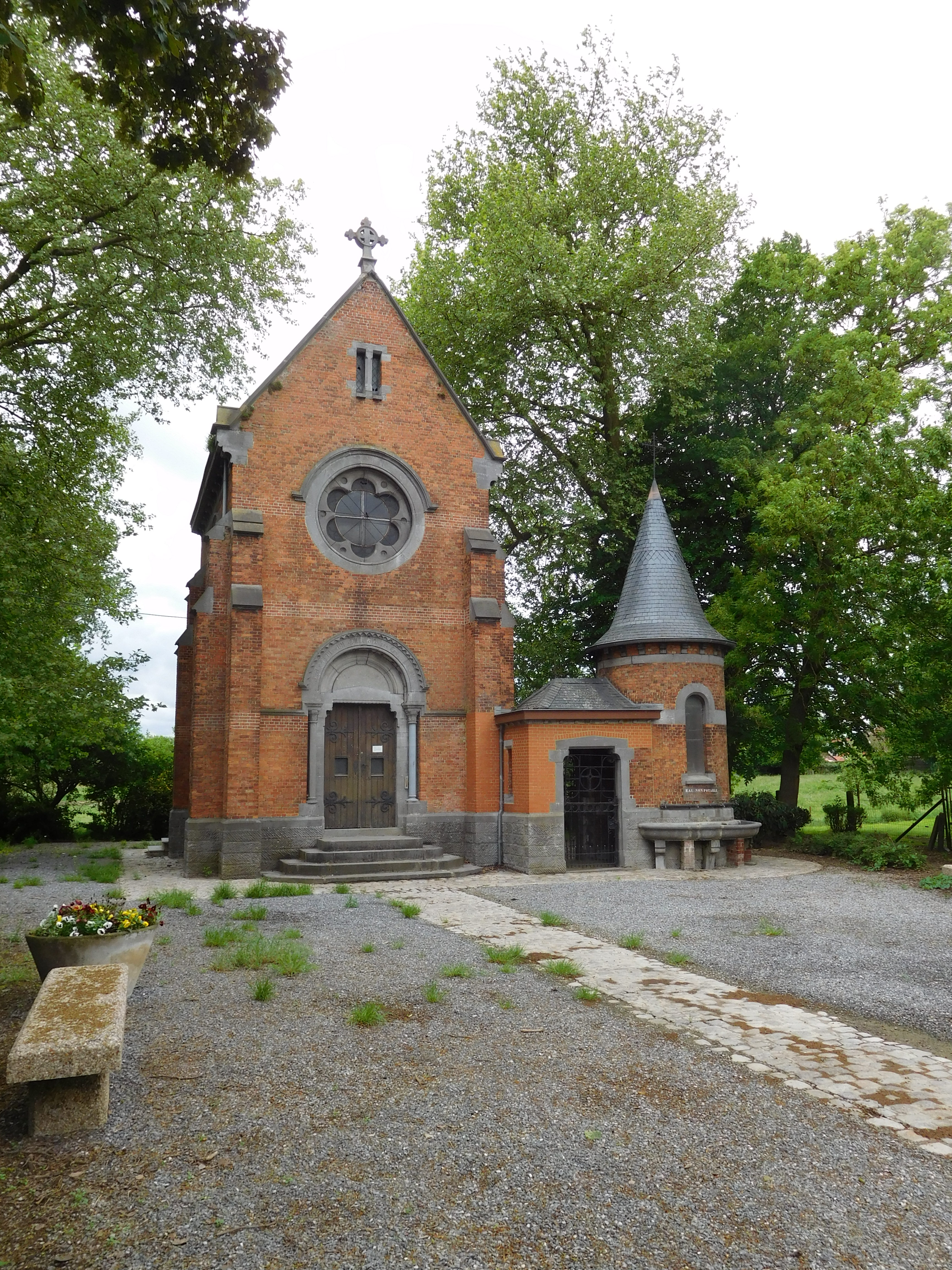
La chapelle Sainte-Adèle.

## Armoiries
Blasonnement: d'or à la fasce de gueules surmontée de trois merlettes rangées du même.

## Patrimoine et culture

### Patrimoine architectural
- Une chaussée romaine importante dite 'Chaussée de Brunehaut' (ou Via Belgica) longe la partie septentrionale de l'entité.
- La chapelle Sainte-Adèle est le lieu d'un pèlerinage à sainte Adèle qui remonte au IXe siècle. La chapelle se trouve près d'une source miraculeuse dont l'eau est supposée guérir les yeux. La sainte aurait elle-même recouvré la vue miraculeusement. La fête de sainte Adèle, fixée au 30 juin, est célébrée le premier dimanche de juillet.

- Eglise Saint-Pierre. Eglise de style classique remontant dans son était actuel au milieu du XVIIIe siècle, l'église fut restaurée entre 1873 et 1879, agrandie en 1904 par l'architecte Bonivert[2].
- Ferme de la Jouerie, remontant au XVIIIe siècle[3]. Elle se situe rue du Try.